# Domažlice
Domažlice (pronunție în cehă [ˈdomaʒlɪtsɛ] ⓘ; în germană Taus) este un oraș din districtul Domažlice din regiunea Plzeň din Republica Cehă. Are aproximativ 11.000 de locuitori. Centrul istoric al orașului este bine conservat și este protejat prin lege ca monument cultural național. Orașul este situat pe pârâul Zubřina, la 47 km sud-vest de Plzeň și la 10 km de granița ceho-germană.

## Părți administrative

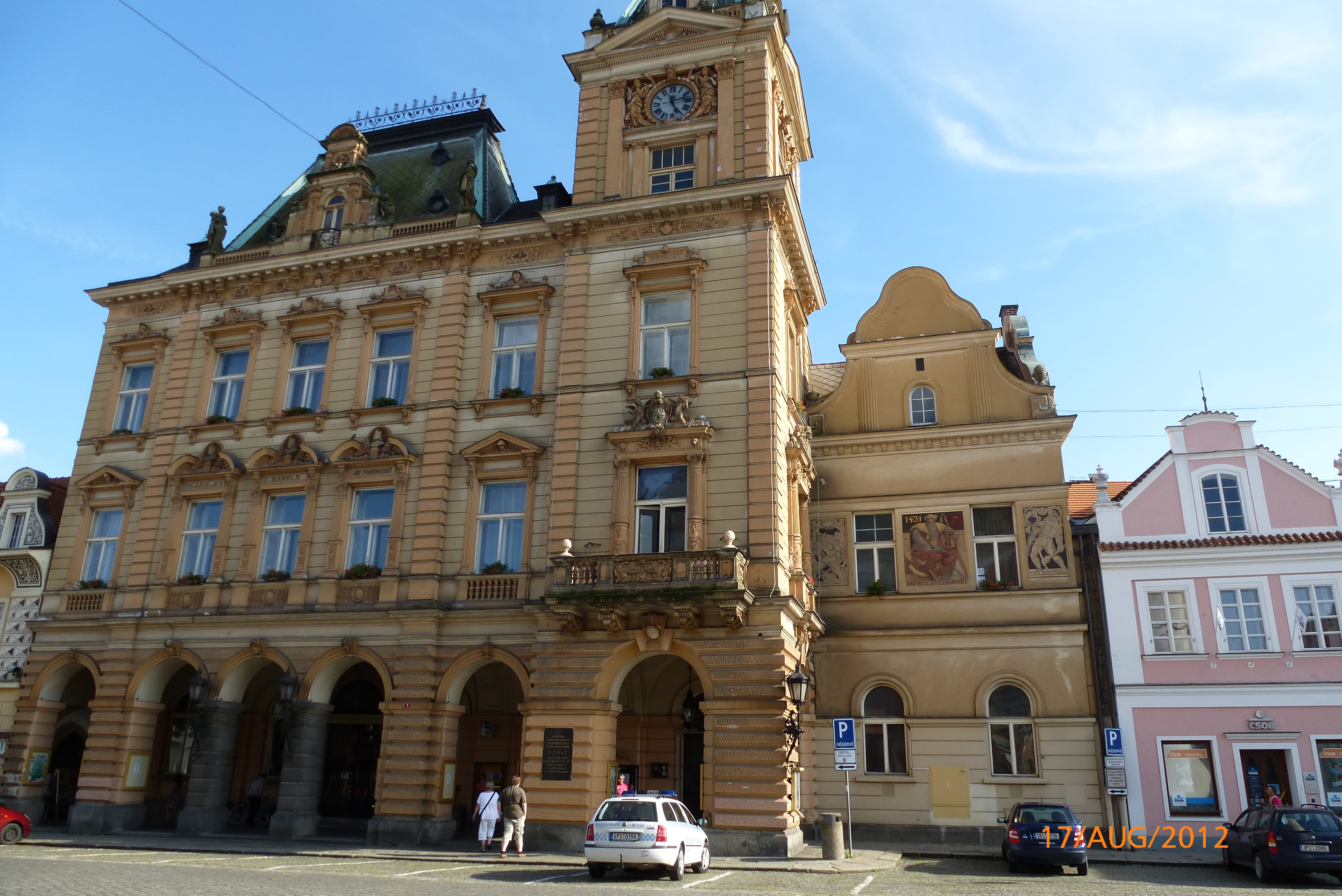
Primăria

Orașul este alcătuit din șase părți administrative: Bezděkovské Předměstí, Dolejší Předměstí, Havlovice, Hořejší Předměstí, Město și Týnské Předměstí.

## Geografie
Domažlice este situat la aproximativ 47 km sud-vest de Plzeň. Se întinde pe râul Radbuza și pe pârâul Zubřina. Este situat la poalele Český les. O mică parte din sud-vest se extinde în Depresiunea Cham-Furth și include cel mai înalt punct al orașului Domažlice, dealul Dmout cu 603 metri deasupra nivelului mării.

## Istorie
Prima mențiune scrisă despre așezarea Domažlice se găsește într-un act al ducelui Boleslau al II-lea din 993. Scopul existenței sale a fost legat de granița dintre Boemia și Bavaria și amplasat pe ruta comercială importantă către Regensburg.
În apropierea acelei așezări, un oraș regal fortificat Domažlice a fost fondat de Ottokar al II-lea al Boemiei în 1265.  Orașul a inclus și un castel regal. Granița cu Bavaria a fost protejată de paznici recrutați din Chodové⁠(d) (fermieri liberi slavi) care s-au stabilit în vecinătatea lui Domažlice.
Orașul a fost ipotecat Bavariei în 1331, care l-a ținut până în 1419 (cu unele întreruperi). Sub stăpânirea husiților, cetățenii germani au fost expulzați din oraș, iar de atunci, populația a fost predominant cehă. În 1431, Prokop cel Mare i-a învins pe cruciați ai Sfântului Imperiu Roman în bătălia de la Domažlice. În secolele al XV-lea și al XVI-lea Domažlice a aparținut de diverse țări, dar importanța sa a scăzut după sfârșitul Războiului de Treizeci de Ani. Abia în 1770 și-a revenit, în mare parte datorită inovațiilor din industria textilă.
Până în 1918, orașul a fost parte a monarhiei austriece, aflându-se pe partea austriacă a frontierei interne austro-ungare în urma Compromisului austro-ungar din 1867. A fost capitala districtului cu același nume, fiind una dintre cele 94 de Bezirkshauptmannschaften (capitale de district) din Boemia.
În contextul renașterii naționale cehe, Domažlice a devenit un loc central în secolul al XIX-lea. În acea perioadă, era cel mai vestic oraș etnic ceh, foarte aproape de granița cu Regatul Bavariei. În oraș, a avut loc un pelerinaj la 13 august 1939, care s-a transformat într-o mare demonstrație de protest cehă împotriva ocupației germane și a Protectoratului Boemiei și Moraviei.  La 5 mai 1945, americanii au eliberat orașul. Populația germană a fost expulzată în 1945 conform Acordului de la Potsdam. În 1948, granița a fost închisă.
Din 1960, cartierul modern Domažlice a avut o suprafață de aproximativ 1140 km². Cele mai mari localități, precum Kdyně , Horšovský Týn sau Holýšov, împreună cu satele adiacente au fost incluse la teritoriul comunei. Acest lucru a încurajat dezvoltarea industriei și a serviciilor în oraș.
Au fost create treptat noi fabrici industriale și clădiri de birouri administrative. Datorită construcției de ansambluri de locuințe, în special în suburbia Týn, numărul locuitorilor a crescut. Acesta din urmă a depășit 10.000 în anii 1970 și a continuat să crească. Construcția de locuințe nu a afectat în mod semnificativ nucleul istoric al orașului.
După 1989, după deschiderea granițelor, a avut loc o re-dezvoltare a turismului în oraș și împrejurimi. Orașul a început să coopereze cu omologul său bavarez Furth im Wald.
În 2005 a fost descoperită o groapă comună la marginea orașului. În ea s-au găsit scheletele a 54 de soldați germani, care ar fi putut fi în principal membri ai SA din localitate, executați de rezistența cehă la sfârșitul celui de-al Doilea Război Mondial.

## Etimologie
Numele german al orașului Taus și latinescul Tusta sunt derivate din numele local Tuhošť (cu variantele Tuhoť, Tugost, Tugocz, Tugoxa, Taust). Numele Tuhošť s-ar putea referi inițial la un castel de pe dealul Škarman sau de lângă Smolovo. Alte surse atribuie originea anului 964, când, pe locul lui Domažlice de astăzi, Oto I ar fi ordonat ducelui Boleslav să-l slujească și să țină ceaunul deasupra focului ca pedeapsă pentru rebeliune, când i-ar fi adresat cuvintele „Tu sta”, adică „Tu stai”.

## Sport
Un club de fotbal local, TJ Jiskra Domažlice⁠(d), joacă în ČFL⁠(d) (Česká fotbalová liga, nivelul 3 al sistemului ceh de fotbal).
Clubul de schi Sněhaři Domažlice a fost fondat în 1912 și restaurat în 1996. 

## Obiective turistice

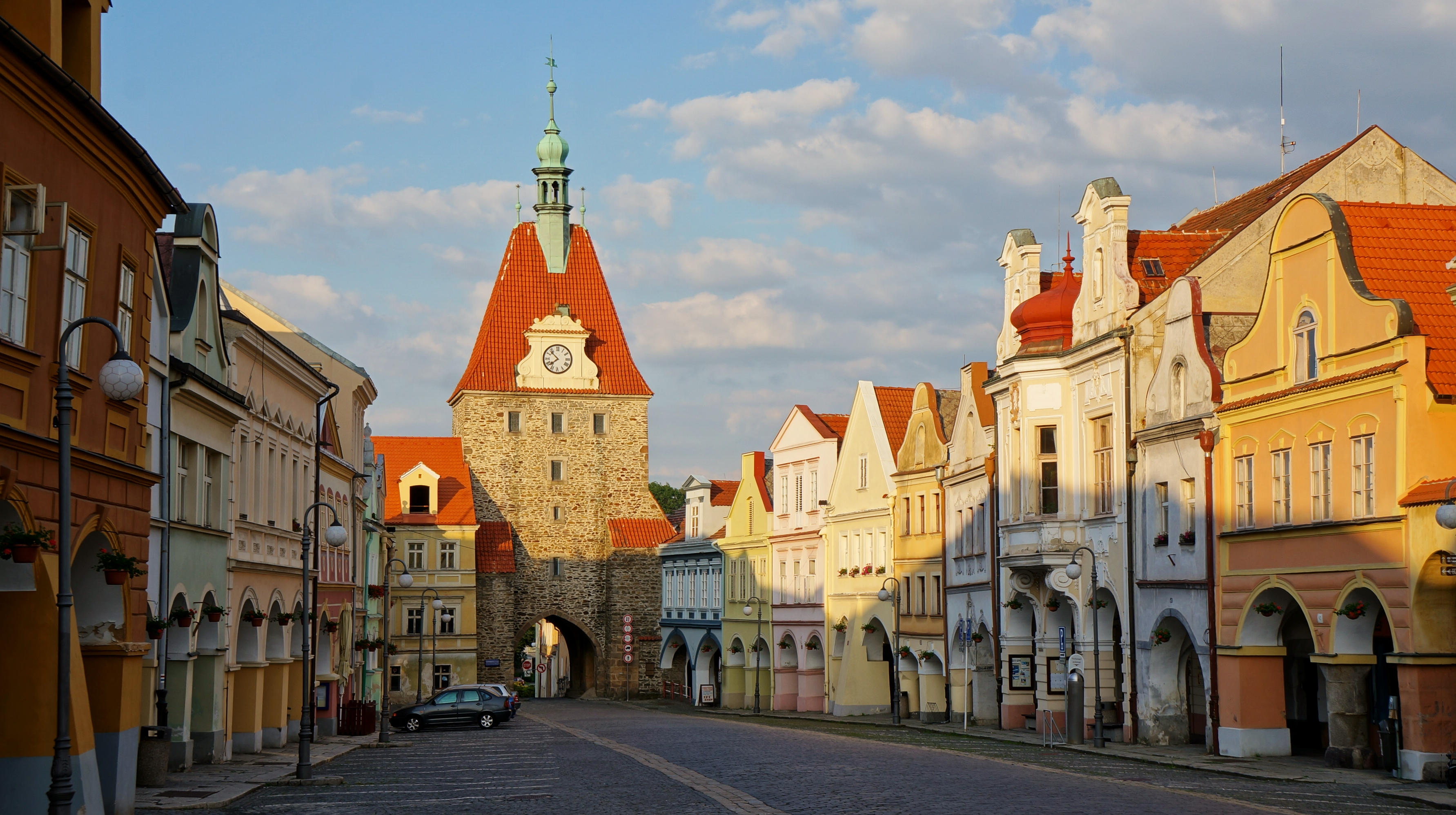
Poarta gotică Dolejší din Piața Míru

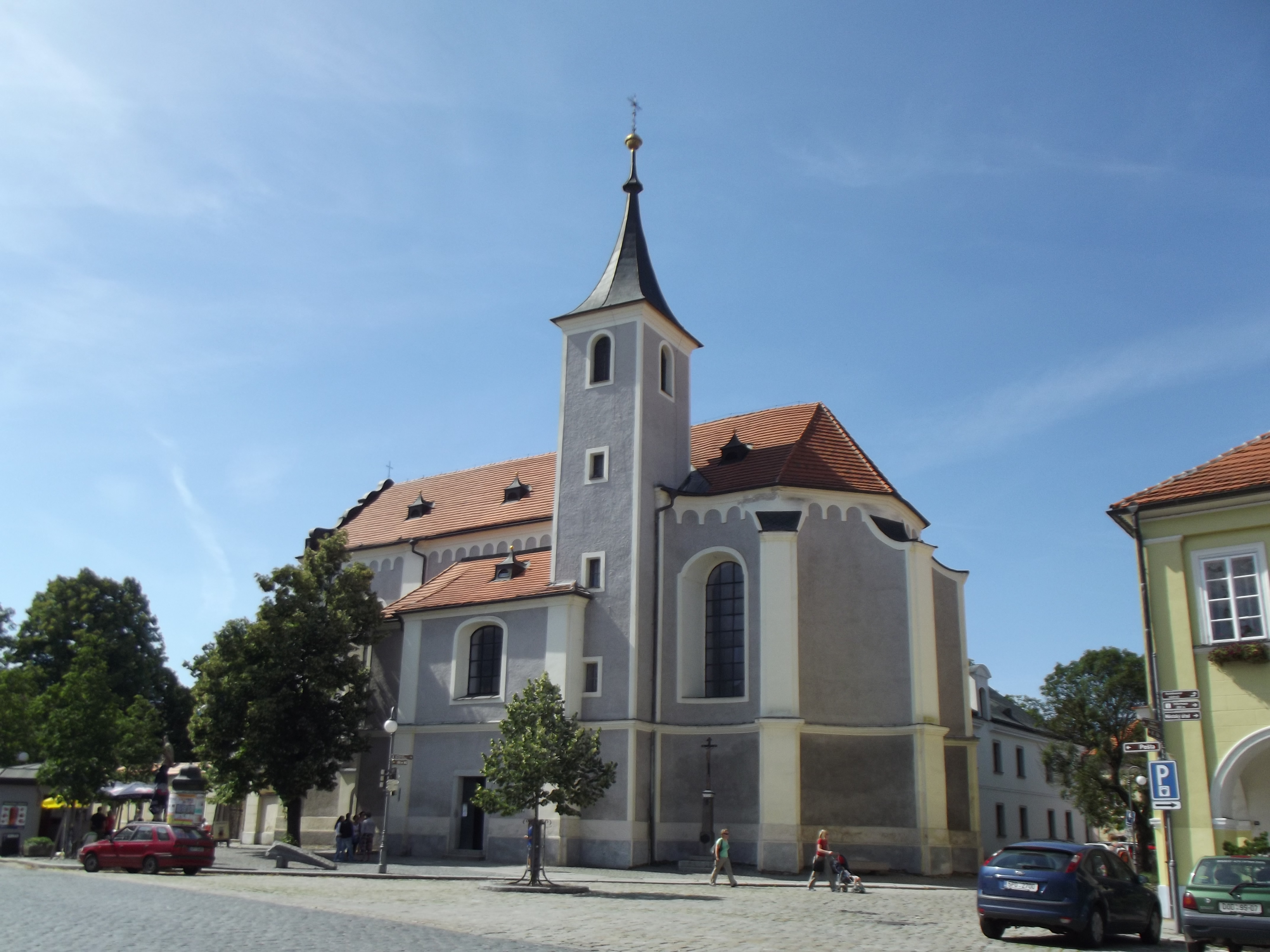
Biserica Adormirea Maicii Domnului

Centrul istoric al orașului Domažlice este bine conservat și include multe monumente și clădiri valoroase. Orașul vechi era înconjurat de ziduri, din care s-au păstrat fragmente și poarta gotică timpurie (așa-numita Dolejší, adică „inferioară”). Majoritatea caselor sunt clădiri gotice și renascentiste din secolele XIV-XVI, cu fațade neoclasice. Primăria neorenascentistă din piața orașului, valoroasă din punct de vedere arhitectural, datează din 1890–1893.
În centrul pieței orașului se află Biserica Nașterea Maicii Domnului. A fost menționată pentru prima dată în 1385. A fost reconstruită în stil baroc în 1751–1756, dar a păstrat elemente gotice. Este cunoscută pentru înclinarea sa, cu un turn înalt de 56 de metri. 
Fosta mănăstire augustiniană este un reper al părții occidentale a pieței orașului. Mănăstirea a fost fondată în anul 1287. După ce a fost distrusă în timpul Războaielor Husite, a fost restaurată în 1671–1746. Astăzi clădirea servește drept școală elementară de artă. Mănăstirea vecină, Biserica Adormirea Maicii Domnului din secolul al XIV-lea, a fost reconstruită în stil baroc în anii 1746–1752, iar reconstrucții ulterioare au avut loc în 1774 și 1892–1893.
Castelul Chodský a fost fondat împreună cu orașul în anii 1260. Până la începutul secolului al XVI-lea, a avut funcția de sediu administrativ. A devenit o ruină după două incendii din secolul al XVI-lea. În 1726–1728, pe locul castelului a fost construit un depozit de sare, proiectat de arhitectul german Kilian Ignaz Dientzenhofer. Din castelul original s-au păstrat un zid și un turn cilindric. În a doua jumătate a secolului al XIX-lea, a servit ca birou municipal. În timpul secolului al XX-lea, clădirea a devenit treptat sediul Muzeului Regiunii Chodsko⁠(d). Turnul este deschis publicului ca turn de veghe.
Biserica „Sfântul Laurențiu” de pe dealul Veselá hora este un loc de pelerinaj. A fost construită în 1685 și reconstruită în 1775.

## Personalități
- Božena Němcová (1820–1862), scriitoare
- Ladislav Klíma⁠(d) (1878–1928), filosof și romancier
- Václav Melzer⁠(d) (1878–1968), micolog
- František Michl⁠(d) (1901–1977), pictor și grafician
- Jan Smudek⁠(d) (1915–1999), luptător în rezistență
- Václav Jehlička⁠(d) (n. 1948), om politic
- Jiří Vaněk (n. 1978), jucător de tenis și antrenor
- Karel Novy (n. 1980), înotător elvețian

## Orașe înfrățite
Domažlice este înfrățit cu:
- Furth bei Göttweig, Austria
- Furth im Wald, Germania
- Ludres, Franța
- Two Rivers⁠(d), SUA